# OR5B3
OR5B3 (англ. Olfactory receptor family 5 subfamily B member 3) – білок, який кодується однойменним геном, розташованим у людей на короткому плечі 11-ї хромосоми. Довжина поліпептидного ланцюга білка становить 314 амінокислот, а молекулярна маса — 35 258.
| 10         |  | 20         |  | 30         |  | 40         |  | 50         |
| ---------- |  | ---------- |  | ---------- |  | ---------- |  | ---------- |
| MENKTEVTQF |  | ILLGLTNDSE |  | LQVPLFITFP |  | FIYIITLVGN |  | LGIIVLIFWD |
| SCLHNPMYFF |  | LSNLSLVDFC |  | YSSAVTPIVM |  | AGFLIEDKVI |  | SYNACAAQMY |
| IFVAFATVEN |  | YLLASMAYDR |  | YAAVCKPLHY |  | TTTMTTTVCA |  | RLAIGSYLCG |
| FLNASIHTGD |  | TFSLSFCKSN |  | EVHHFFCDIP |  | AVMVLSCSDR |  | HISELVLIYV |
| VSFNIFIALL |  | VILISYTFIF |  | ITILKMHSAS |  | VYQKPLSTCA |  | SHFIAVGIFY |
| GTIIFMYLQP |  | SSSHSMDTDK |  | MAPVFYTMVI |  | PMLNPLVYSL |  | RNKEVKSAFK |
| KVVEKAKLSV |  | GWSV       |  |            |  |            |  |            |

A: Аланін

C: Цистеїн

D: Аспарагінова кислота

E: Глутамінова кислота

F: Фенілаланін

G: Гліцин

H: Гістидин

I: Ізолейцин

K: Лізин

L: Лейцин

M: Метіонін

N: Аспарагін

P: Пролін

Q: Глутамін

R: Аргінін

S: Серин

T: Треонін

V: Валін

W: Триптофан

Кодований геном білок за функціями належить до рецепторів, g-білокспряжених рецепторів, білків внутрішньоклітинного сигналінгу. 
Локалізований у клітинній мембрані, мембрані.